# Wilhelm Svenson
Wilhelm Alfred Ferdinand Svenson (geboren 23. Dezember 1885 in Osternburg; gestorben 25. Mai 1971 Delmenhorst) war ein deutscher Politiker (SPD) und Abgeordneter des Oldenburger Landtags.

## Leben
Wilhelm Svenson war ein Sohn des Schlossers Per Wilhelm Svenson aus Getinge in Schweden und der Elisabeth Brunke aus Hemelingen. 
Svenson machte von 1900 bis 1904 in Oldenburg eine Dreherlehre und war danach Wandergeselle. Svenson wurde 1904 Gewerkschaftsmitglied und 1905 Mitglied der SPD. Er heiratete 1911 Katharina Asendorf aus Bremen, sie hatten einen Sohn. 1915/16 war er Soldat im Ersten Weltkrieg. 1916 bis 1918 war er Betriebsratsmitglied in Bremen und Hemelingen. Seit 1918 wohnte und arbeitete er in Iprump bei Delmenhorst. Svenson trat 1920 in die USPD über und kandidierte erfolglos für den Oldenburgischen Landtag. Im März 1921 rückte er für den zurückgetretenen Abgeordneten Adolf Schmidt nach. Mit der Neuwahl des Landtags 1923 endete sein Mandat. 
Svenson war seit 1918 Gemeinderatsmitglied in Hasbergen und Ortsvereinsvorsitzender der USPD und dann der SPD. Nach der Machtübergabe an die Nationalsozialisten 1933 verlor er sein Mandat. Die SPD wurde verboten. In der Zeit des Nationalsozialismus wurde Svenson mit Hausdurchsuchungen der Gestapo malträtiert.